# Paraprosdokian
Un paraprosdokian è una figura retorica utilizzata per dare una conclusione inaspettata e sorprendente a una frase da cui ci si attendeva una chiusura adeguata alla prima parte del discorso. Accade allora che tutta la locuzione venga alterata nel suo significato complessivo e si debba reinterpretarla.
Il paraprosdokian si ritrova spesso usato nella commedia e nella satira dove, sfruttando anche il doppio senso di una parola, produce una inaspettata comicità. 
Il termine deriva dal greco παρά (parà) nel suo significato derivato di "contro" e προσδοκία (prosdokìa) che vuol dire "aspettativa", quindi paraprosdokia nel senso di "inaspettato" come si trova usato in autori greci antichi del I secolo a.C. e del I e II secolo d.C..
Il termine sembra però essersi formato ed usato come figura retorica nel corso del XIX secolo in ambito culturale anglosassone.
Un esempio di paraprosdoskian può essere l'espressione: Tutto a posto e ...niente in ordine; nel senso che la prima parte della frase afferma che ogni cosa sembra essere al suo posto ma si conclude che in realtà si tratta di un ordine fittizio, che tutto sembra andar bene ma che la realtà è ben diversa.